# Karl Vigl
Karl Vigl (* 7. März 1898 in Kastelruth; † 3. März 1965 in Bozen) war ein Südtiroler Kapellmeister, Komponist, Chorleiter, Organist und Kirchenmusiker.

## Leben
Vigl wurde als Sohn eines Volksschullehrers in Kastelruth (damals Österreich-Ungarn) geboren. Wie sein Vater, ergriff auch er den Lehrerberuf, nachdem er in Bozen die deutsche Lehrerbildungsanstalt besucht hatte. Während seiner Studienzeit nahm er bei dem Benediktiner-Priestermönch Kolumban Müller (Pius August Benedikt; 1870–1946) musikalischen Unterricht.
Er unterrichtete zunächst von 1912 bis 1916 in seinem Heimatort, wo er auch als Organist tätig war. Danach unterrichtete er in Villanders, nach einer Zwangsversetzung zur Zeit des herrschenden Faschismus in Umbrien, dann von 1928 bis 1932 als Singlehrer in Bozen und im Zeitraum von 1932 bis 1938 in der Provinz Perugia und in der Lombardei. In dieser Zeit leitete er auch in Rentsch den Kirchenchor. Im Anschluss unterrichtete er an verschiedenen Schulen in Ortschaften um den Ritten. Im Mai 1939 kam in Lengmoos sein Sohn Karl Hermann (1939–2021) zur Welt. Während seiner Lehrertätigkeit ab 1947 in Kaltern war er dort als Chorregent tätig.
1950 ging Vigl erneut nach Bozen, wo er bis 1962 Direktor einer Volksschule war. In dieser Zeit spielte er als Organist in verschiedenen Kirchen, war Kantor an der Bozener Propsteikirche Maria Himmelfahrt und leitete als Chormeister die Männergesangvereine Bozen und Gries. Als Pensionär war er von 1962 bis 1965 Kapellmeister der Salurner Blasmusikkapelle.
Vigl schrieb mehrere Kompositionen für Blasorchester, rund 50 balladenhafte Lieder für Gesang und Klavier, mehrere mehrstimmige lateinische Propriumsätze und Ordinariumkompositionen, Sakramentslieder, Predigtgesänge, Mariengesänge sowie zwei lateinische Requien für drei Männerstimmen und Orgel. Das Oesterreichische Musiklexikon ordnet seine Kirchenmusikwerke der Tradition des Cäcilianismus zu.